# Cayo Ovinio Tértulo
Cayo Ovinio Tértulo (en latín: Gaius Ovinius Tertullus) fue un político y senador del Imperio Romano a finales del siglo II y principios siglo III.
En 198-201 fue gobernador de la provincia de Mesia Inferior.